# Draba chamissonis
Draba chamissonis là một loài thực vật có hoa trong họ Cải. Loài này được G.Don mô tả khoa học đầu tiên năm 1831.